# Allougoum
Allougoum (en àrab الوڭوم, Allūgūm; en amazic ⴰⵍⵓⴳⵓⵎ) és una comuna rural de la província de Tata, a la regió de Souss-Massa, al Marroc. Segons el cens de 2014 tenia una població total de 8.418 persones.